# Lunkentus
Lunkentus är en svensk folksaga.

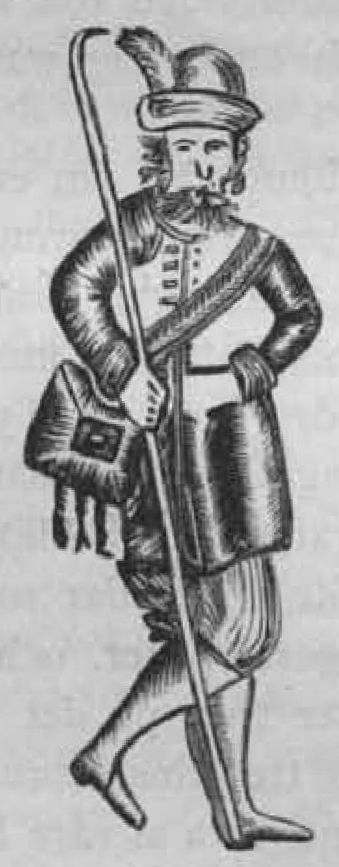
Lunkentus 1791.

Den utgör en mycket förvanskad variant av den hos bröderna Grimm förekommande sagan Dat Erdmänneken. I ryska folksagosamlingar går den under namnet Prins Ärta. I sin traditionella form handlar den om hur en övernaturligt född hjälte befriar en av en vinddemon bortförd prinsessa. Den i Sverige förekommande varianten har främst influerats av en konstsaga, tryckt första gången i Örebro 1785 och som kom att ingå i Per Olof Bäckströms Svenska folkböcker (1848). Där räddas tre bortrövade prinsessor av en soldat, som får hjälp av trollet Lunkentus. Den har nästan helt trängt undan äldre varianter av sagan.
En av elefanterna på Skansen fick namnet Lunkentuss, inspirerat av denna saga.